# .gw
Pour les articles homonymes, voir GW.
.gw est le domaine de premier niveau national (country code top level domain : ccTLD) réservé en Guinée-Bissau.